# Монтот-ле-Крено
Монто́т-ле-Крено́ (фр. Montaut-les-Créneaux) — коммуна во Франции, находится в регионе Юг — Пиренеи. Департамент — Жер. Входит в состав кантона Ош-Нор-Уэст. Округ коммуны — Ош.
Код INSEE коммуны — 32279.

## География
Коммуна расположена приблизительно в 590 км к югу от Парижа, в 65 км западнее Тулузы, в 8 км к северо-востоку от Оша.
На западе коммуны протекает река Арсон, а на востоке — река Олуст.

## Климат
Климат умеренно-океанический. Лето жаркое и немного дождливое, температура часто превышает 35 °С. Зимой часто бывает отрицательная температура и ночные заморозки. Годовое количество осадков — 700—900 мм.

## Население
Население коммуны на 2010 год составляло 646 человек.
| 1962 | 1968 | 1975 | 1982 | 1990 | 1999 | 2010 |
| ---- | ---- | ---- | ---- | ---- | ---- | ---- |
| 521  | 474  | 433  | 510  | 612  | 619  | 646  |

## Администрация
| Период | Период | Фамилия     | Партия | Примечания |
| ------ | ------ | ----------- | ------ | ---------- |
| 2001   | 2020   | Жерар Боран |        |            |

## Экономика
В 2010 году среди 422 человек трудоспособного возраста (15-64 лет) 306 были экономически активными, 116 — неактивными (показатель активности — 72,5 %, в 1999 году было 75,6 %). Из 306 активных жителей работали 287 человек (147 мужчин и 140 женщин), безработных было 19 (9 мужчин и 10 женщин). Среди 116 неактивных 26 человек были учениками или студентами, 63 — пенсионерами, 27 были неактивными по другим причинам.

## Достопримечательности
- Церковь Св. Архангела Михаила (XII век). Исторический памятник с 1995 года[4]
- Городские ворота (XIII век). Исторический памятник с 1947 года[5]

## Фотогалерея

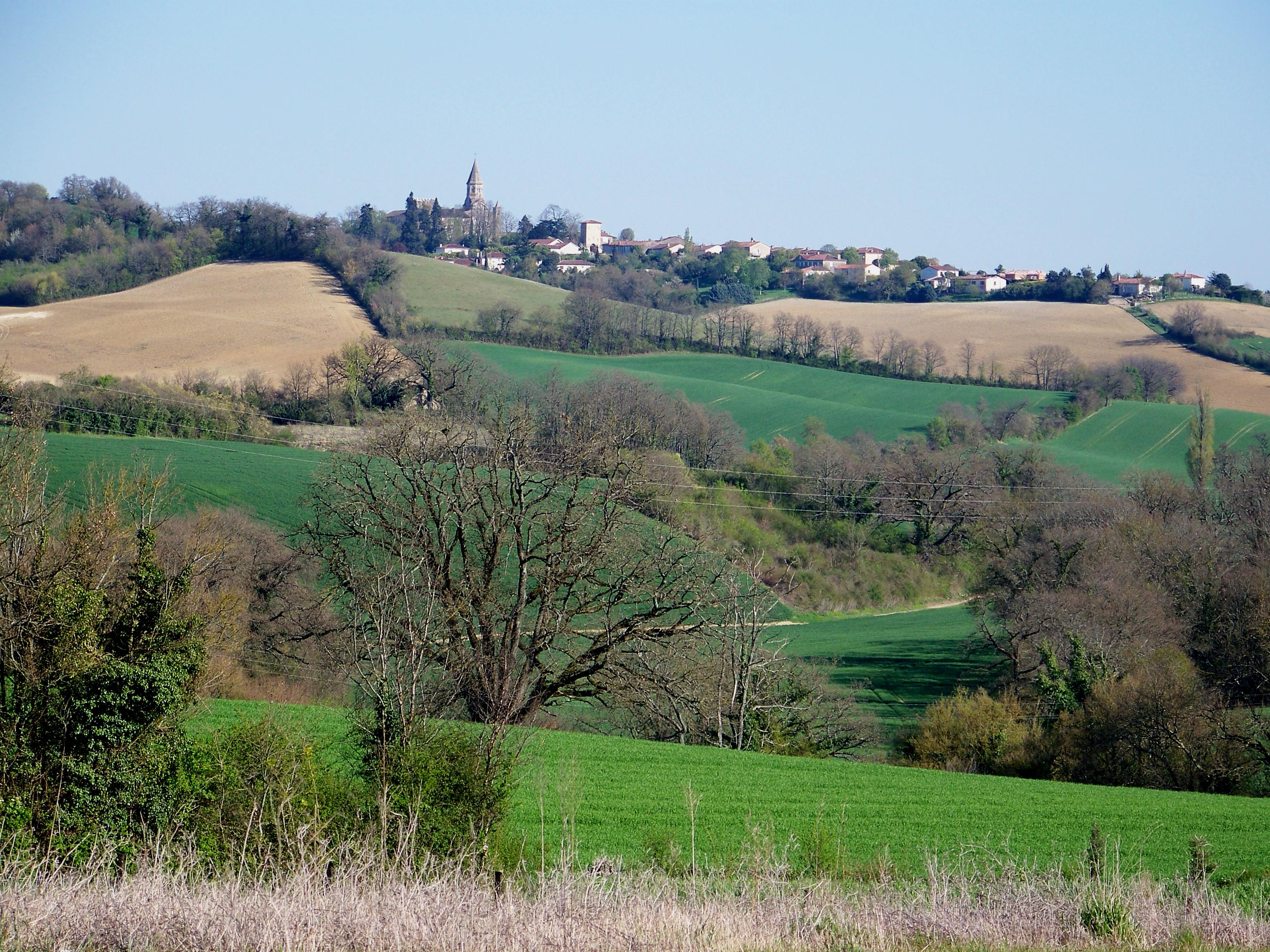
Монтот-ле-Крено
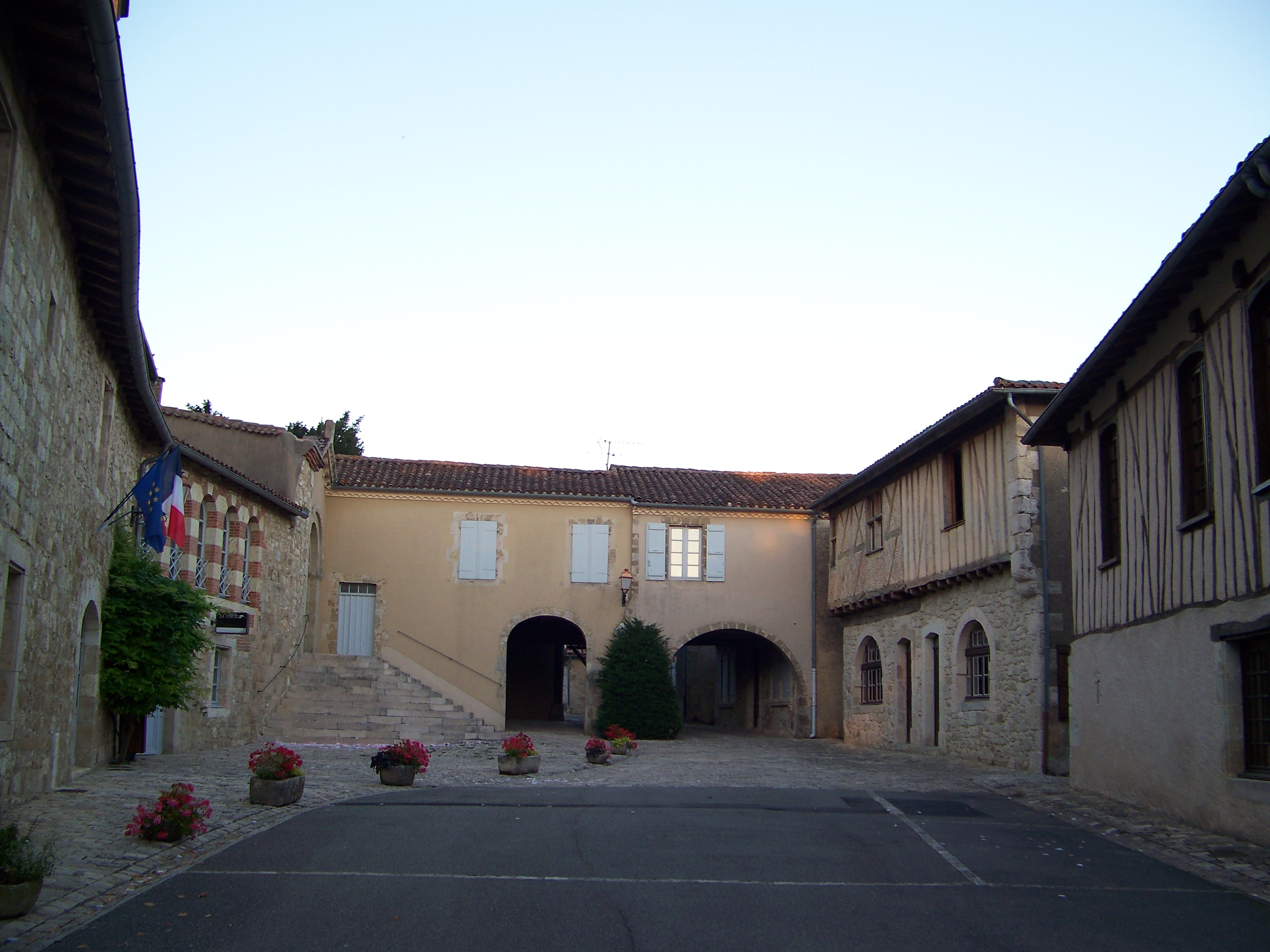
Монтот-ле-Крено (центр)
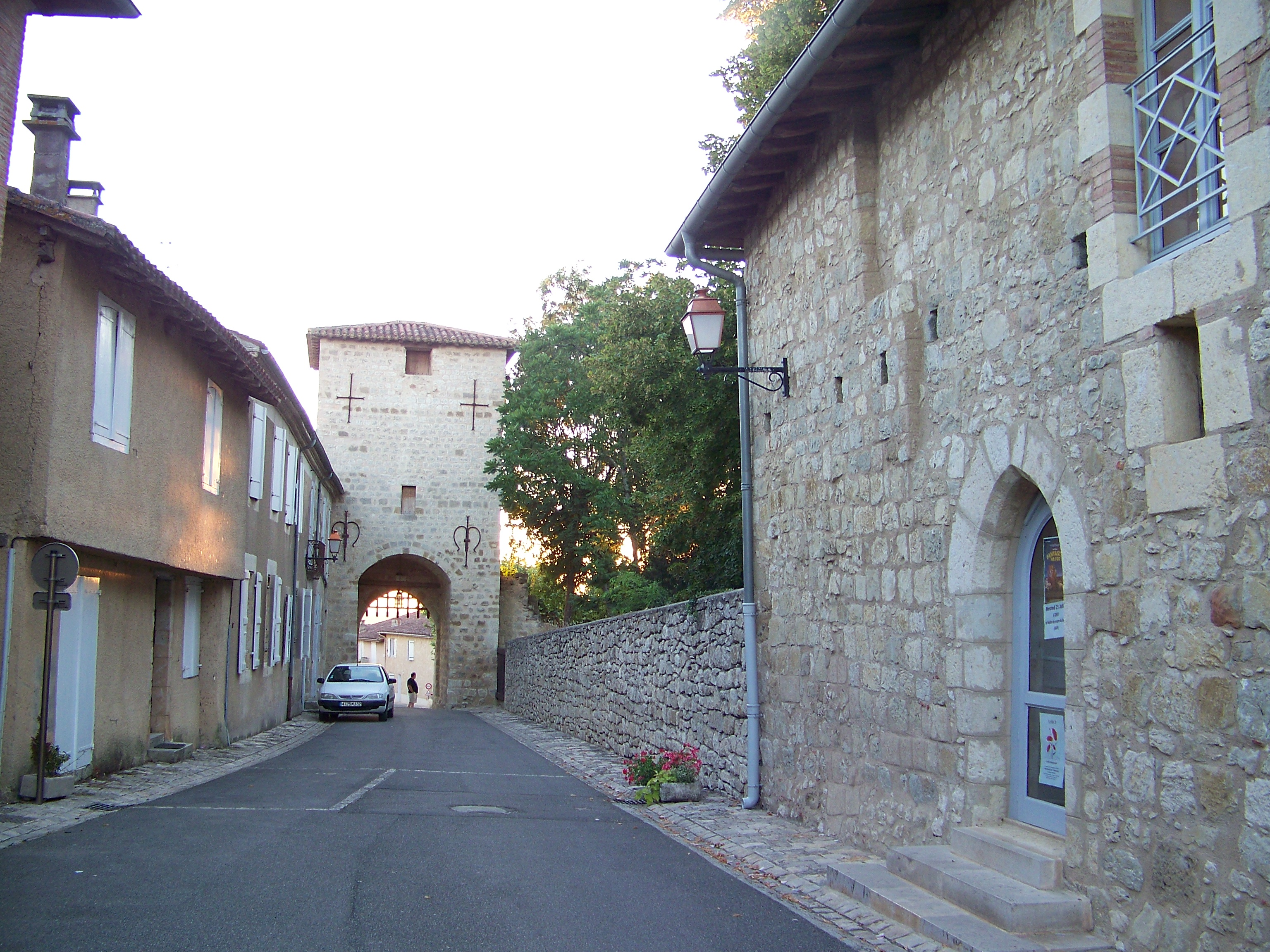
Городские ворота
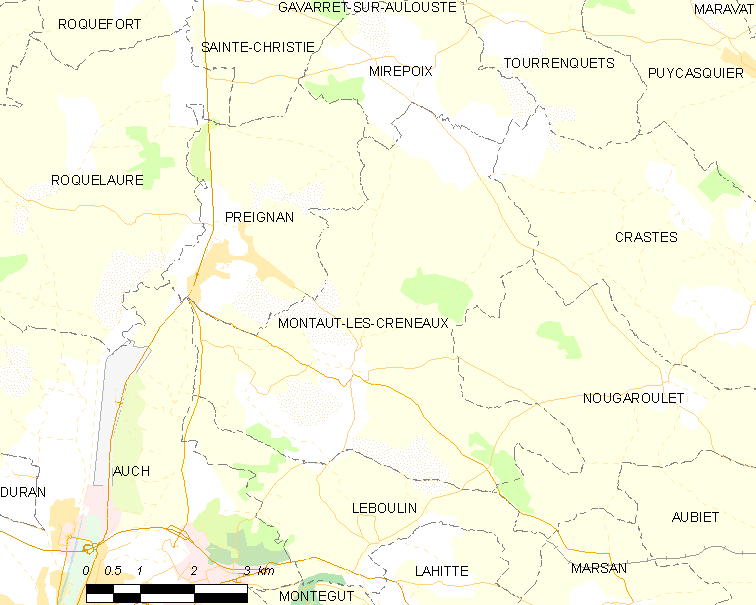
Карта коммуны